# Curepto
Curepto (en mapudungun où court le vent) est une commune du Chili de la Province de Talca, elle-même située dans la Région du Maule. En 2012, sa population s'élevait à 9 714 habitants. La superficie de la commune est de 1 074 km2 (densité de 9 hab./km2). La commune a été créée en 1790. Sa population est majoritairement rurale,. Lautaro, le plus connu des chefs mapuches à s'être opposé aux conquistadors espagnols, est tué sur le territoire de la commune durant une attaque surprise menée par Francisco de Villagra de son camp établi sur la rive sud du Rio Mataquito.
Le territoire de Curepto s'étend le long de la rive sud du rio Mataquito jusqu'à l'Océan Pacifique. Sa surface est en grande partie occupée par des collines basses (200 à 500 mètres) de la Cordillère de la Côte couvertes de bois (pinus radiata) dont l'exploitation est une des principales sources d'activité de la commune. Les autres productions locales sont les légumineuses, le blé, les baies (mûres, etc.) et l'élevage de moutons. La commune est située à environ 222 kilomètres au sud-sud-ouest de la capitale Santiago et 50 kilomètres au nord-ouest de Talca capitale de la Province de Talca.

Position de Curepto (en rouge) au sein de la Région du Maule.

## Personnalités
- Hugo Correa (1926-2008), journaliste et auteur de roman de science-fiction, né à Curepto.